# Передоль (Жуковский район)
Передоль — деревня в  Жуковском районе Калужской области. Входит в сельское поселение «Деревня Верховье»

## Физико-географическая характеристика
Находится на северо-востоке от Калуги по направлению к Московской области. Расстояние до Москвы— 123 км.  Расположена на берегу реки Дырочная.

## Население
| 2002 | 2010 |
| ---- | ---- |
| 24   | ↘22  |

## История
В 1747 году село Передоль относилось к Малоярославецкому уезду
Через село в 1812 году войска Кутузова шли к Малоярославцу.
В деревне располагался кирпичный завод

## Достопримечательности
- Церковь Николая Чудотворца и преподобного Сергия Радонежского . Построена в 1900—1904 на средства Н. С. Воробьева и А. Я. Воробьевой.